# (5577) Priestley
(5577) Priestley (1986 WQ2) – planetoida z pasa głównego asteroid okrążająca Słońce w ciągu 2,51 lat w średniej odległości 1,84 j.a. Odkryta 21 listopada 1986 roku.